# Lullabies
Lullabies è un EP del gruppo musicale scozzese di rock alternativo Cocteau Twins, pubblicato dall'etichetta 4AD nel 1982.

## Tracce
1. Feathers-Oar-Blades – 4:31
2. Alas Dies Laughing – 3:39
3. It's All But an Ark Lark – 8:04

## Gruppo
- Elizabeth Fraser - voce
- Robin Guthrie - chitarra, drum machine
- Will Heggie - basso